# Julio Durán Pérez (futbolista)
Julio Durán Pérez (Santa Cruz de Tenerife, España, 14 de julio de 1957) es un exfutbolista español que se desempeñaba como defensa. Actualmente dirige la escuela municipal de fútbol de Candelaria

## Clubes
| Club                    | País   | Año       |
| ----------------------- | ------ | --------- |
| C. D. Tenerife          | España | 1976-1978 |
| Club Atlético de Madrid | España | 1980-1981 |
| C. D. Castellón         | España | 1982      |
| U. D. Las Palmas        | España | 1982-1992 |
| C. D. Maspalomas        | España | 1991-1992 |
| C. D. Marino            | España | 1992-1993 |